# 虹色ラブレター
「虹色ラブレター」（にじいろラブレター）は、諫山実生の15枚目のシングル。2009年2月 - 3月、NHKの音楽番組『みんなのうた』で放送された。

## 概要
諫山実生が『みんなのうた』に楽曲を提供し歌うのは、2004年に発表した「月のワルツ」以来、5年ぶり3回目。
『みんなのうた』では、「恋花火」、「月のワルツ」同様、5分間1曲枠で放送された。
歌詞では、ラブレターを書いて投函するポストを通じて君の心と繋がっていると思えば、近くにいるように感じる恋人の心を歌っている。
『みんなのうた』の放送で使用されたアニメーションの制作は、西内としおが担当した。